# Charles Le Blanc (1965)
Ne doit pas être confondu avec Charles Le Blanc (1935).
Œuvres principales
- Histoire naturelle de la traduction (essai)
- L'autre (roman)
- Catin Basile (nouvelles)
- Le complexe d'Hermès (essai)
- Le masque de l'écriture : Philosophie et traduction de la Renaissance aux Lumières (essai - en collaboration)
- La forme poétique du monde (essai - en collaboration)
- Kierkegaard (essai)
- Le miroir de l'âme (traduction de l'allemand)
- Contes et légendes du Québec (contes)
- Contes et légendes des Vikings (pseud. Lars Haraldson - contes)
- Clic-Ado (série de 6 volumes/enseignement FLE)

Charles Le Blanc, né à Jonquière en 1965, est un auteur et traducteur canadien d’expression française. Professeur à l’Université d'Ottawa (Canada) où il enseigne la traduction, la philosophie ainsi que la rhétorique, il est spécialiste de Kierkegaard et Lichtenberg.

## Biographie
Après des études de philosophie en France, en Allemagne et en Italie, Charles Le Blanc obtient son doctorat en philosophie de l’Université Laval avec une thèse sur le premier romantisme allemand (Frédéric Schlegel et le Cercle d’Iéna). Détenteur d’une bourse d’études du gouvernement italien, il vit de nombreuses années à Florence où il étudie la Renaissance et la philologie classique.
Traducteur, il donne en quelques années des textes de littérature allemande (Friedrich Schlegel, Lichtenberg, Wackenroder) de littérature anglaise (Marlowe et Swift), de philosophie (Crainte et tremblement)  et rédige des essais littéraires (Kierkegaard, La forme poétique du monde – en collaboration). Charles Le Blanc est aussi l’auteur de contes pour la jeunesse (Contes et légendes du Québec, Contes et légendes des Vikings – sous le pseudonyme de Lars Haraldson).
Professeur titulaire à l’Université d’Ottawa, il écrit un essai philosophique sur la traduction (Le Complexe d’Hermès) qui lui vaut le Prix Victor-Barbeau de l’essai (2010) de l’Académie des lettres du Québec, et pour lequel il fut finaliste aux prix littéraires du Gouverneur général du Canada. Dans cet essai, Le Blanc critique vivement la possibilité de fondation rationnelle de la traductologie. Ses essais et les préfaces de ses ouvrages ont donné lieu à de nombreuses traductions (anglais, arabe, portugais, espagnol, italien, coréen, russe).
Il a publié en 2014 un recueil de nouvelles, Catin Basile, qui lui vaut le prix littéraire Le Droit en 2015.
En 2019, il publie un essai, Histoire naturelle de la traduction, qui propose une solution au problème classique de la traduction de l'esprit ou de la lettre, en suggérant une reconceptualisation de la question à partir de l'idée de différence et en faisant de l'Histoire le vecteur principal de l'analyse traductologique.

## Distinctions
Charles Le Blanc est lauréat du prix Victor-Barbeau 2010 de l’Académie des lettres du Québec pour Le Complexe d'Hermès.
Finaliste des prix littéraires du Gouverneur général du Canada en 2009 pour Le Complexe d'Hermès.
Il reçoit le prix littéraire Le Droit 2015 dans la catégorie fiction pour Catin Basile.